# Săcele (Constanța)
Săcele é uma comuna romena localizada no distrito de Constanţa, na região de Dobruja. A comuna possui uma área de 182.07 km² e sua população era de 2195 habitantes segundo o censo de 2007.